# It's So Hard
"It's So Hard"  är en låt från 1971 som är skriven och framförd av John Lennon från hans album Imagine. Den var även b-sida till singeln "Imagine."